# Sușceanî, Olevsk
Sușceanî (în ucraineană Сущани) este localitatea de reședință a comunei Sușceanî din raionul Olevsk, regiunea Jîtomîr, Ucraina.

## Demografie
Componența lingvistică a localității Sușceanî
     Ucraineană (99,62%)
     Alte limbi (0,28%)
Conform recensământului din 2001, majoritatea populației localității Sușceanî era vorbitoare de ucraineană (99,62%), existând în minoritate și vorbitori de alte limbi.